# Dieter Meier
Dieter Meier (ur. 4 marca 1945 w Zurychu) – szwajcarski muzyk i przedsiębiorca. Członek zespołu Yello grającego muzykę elektroniczną.

## Życiorys
Urodził się i wychował w Zurychu (okolice Hottingerplatz). W latach 60. studiował prawo. Po przerwaniu studiów rozpoczął pracę jako bankier, a następnie – jako profesjonalny pokerzysta. Na przełomie lat 60. i 70. udzielał się jako aktywista, m.in. występując w teatrze ulicznym czy wspierając ruch feministyczny.
W 1978 wydał dwa solowe single: „Cry For Fame/The Hook” i „Jim For Tango/Madman”, a także singiel „No Chance/The Source” z punkowym zespołem Fresh Color. W 1979 został wokalistą zespołu Yello Borisa Blanka i Carlosa Peróna. W 1988 uczestniczył w nagrywaniu albumu rockowego zespołu Switzreband pt. De Stifeliryter. W 2014 wydał debiutancki solowy album studyjny pt. Out of Chaos.
Jako producent muzyczny współpracował z artystami, takimi jak Mona Mur (Warsaw z 2015; wyprodukował album w 1991 z Grzegorzem Ciechowskim) czy Stanisław Sojka. 
Poza działalnością muzyczną zajmował się także reżyserią oraz produkcją filmów i teledysków. Wyprodukował teledyski zespołu Yello, jak też wideoklipy m.in. do piosenek „Da Da Da” i „Ready for You” zespołu Trio oraz „Big in Japan” grupy Alphaville. Wyreżyserował kilka filmów, m.in. The Lightmaker (2001) ze Zbigniewem Zamachowskim w roli głównej. Od końca lat 80. współpracował z Małgorzatą Potocką.
Zajmował się także hodowlą krów w Argentynie i prowadzeniem fabryki czekolady.